# Timo
Timo je moško osebno ime.

## Izvor imena
Ime Timo je izpeljano iz imen Timon in Timotej.

## Pogostost imena
Po podatkih Statističnega urada Republike Slovenije je bilo na dan 31. decembra 2007 v Sloveniji 28 oseb z imenom Timo.